# آرزو کارابولوت
آرزو کارابولوت (انگلیسی: Arzu Karabulut؛ زادهٔ ۳۰ ژانویهٔ ۱۹۹۱) بازیکن فوتبال اهل ترکیه است.
از باشگاه‌هایی که در آن بازی کرده‌است می‌توان به باشگاه فوتبال زنان بایر ۰۴ لورکوزن و باشگاه فوتبال اس‌سی فورتونا کلن اشاره کرد.
وی همچنین در تیم‌های ملی فوتبال Turkey women's national under-17 football team, Turkey women's national under-19 football team، و زنان ترکیه بازی کرده‌است.